# Jabra Nicola
Jabra Nicola (16 de febrero de 1912 - 
25 de diciembre de 1974) era un árabe israelí y líder trotskista palestino, autor de numerosos artículos y folletos y traductor de algunos de los clásicos del marxismo al árabe. Nacido en Haifa, se unió al Partido Comunista Palestino antes de los 20 años y fue el responsable de su publicación al-Ittihad. 
El Partido Comunista se rompió alrededor de líneas nacionalistas en 1939 y Jabra Nicola se negó a unirse a ninguna de las dos alas. Luego de ser puesto en prisión por la ocupación británica entre 1940 y 1942, fue reclutado para un pequeño movimiento trotskista por Yigael Gluckstein, más conocido como Tony Cliff. Sin embargo, con el colapso del grupo a fines de los 40, Jabra Nicola regrresó al Partido Comunista Palestino, jugando un rol dirigente en las publicaciones partidarias. Después de 1963, un pequeño movimiento de la nueva izquierda, Matzpen, revivió en Israel y Jabra Nicola se unió al mismo. 
Colocado bajo arresto domiciliario después de la Guerra de los Seis Días, abandonó Israel y se dirigió a Londres en 1970, donde vivió hasta su muerte en 1974.
Jabra Nicola vivió con la activista política Aliza Novik (n. 1912, Tiberias; m. 1970, Haifa), con la cual tuvo tres hijos: Victor Sami (11 de julio de 1943, Jaffa), Elias (30 de marzo de 1947, Jaffa) y Dunia (5 de octubre de 1948, Haifa).